# Pițigoi galben
Pițigoiul galben (Machlolophus holsti) este o specie de pasăre din familia pițigoilor Paridae. Este endemică în centrul Taiwanului. Habitatul său natural este pădurea temperată montană.
Are un areal restrâns și o populație mică și pare să fie în scădere din cauza capturării sale pe scară largă pentru comerțul cu păsări sălbatice, așa că IUCN a evaluat-o ca o specie aproape amenințată.
Pitigoiul galben a fost anterior una dintre numeroasele specii din genul Parus, dar a fost mutat în genul Machlolophus după ce o analiză filogenetică moleculară publicată în 2013 a arătat că membrii noului gen au format o cladă distinctă.
Lungimea sa este de 13 cm. Pitigoiul galben este in mare parte galben, cu o creastă. Creasta și spatele sunt gri-albastru-negricioase.

## Galerie

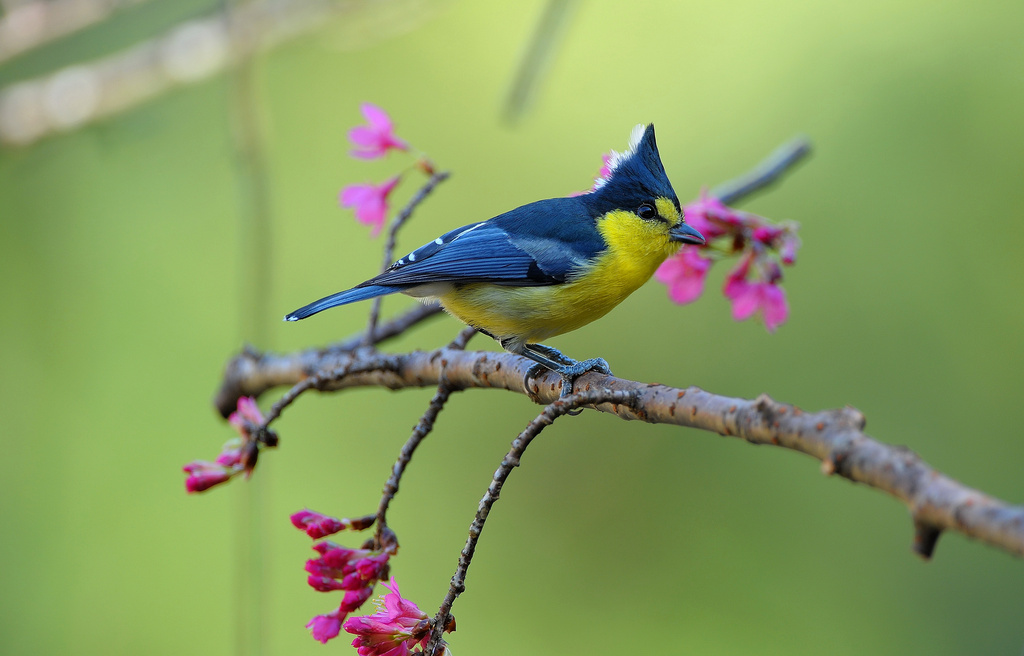
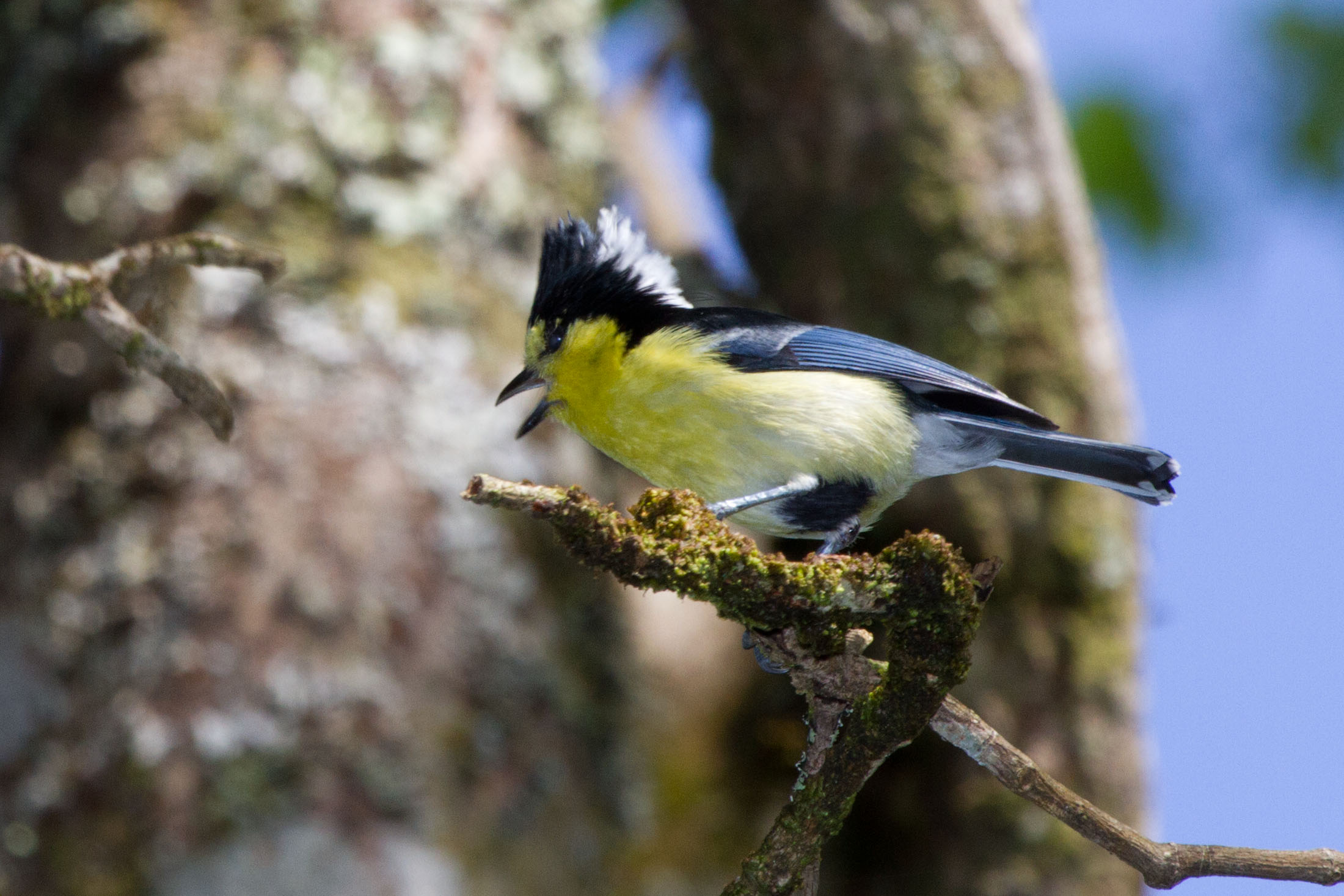
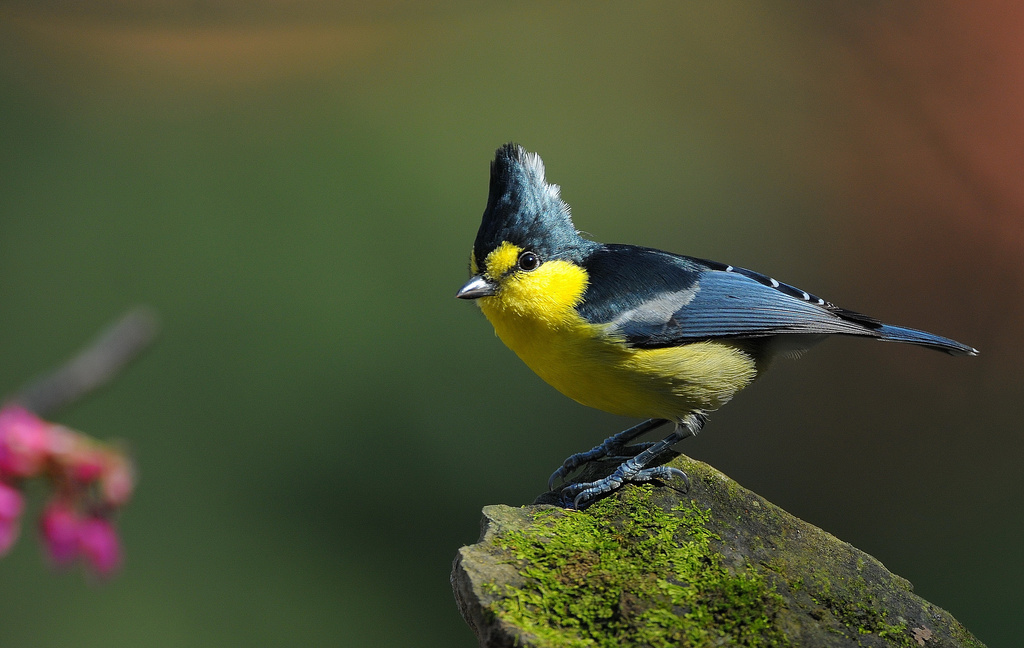